# Vincent Gagnier
Vincent Gagnier (* 21. Juli 1993 in Victoriaville) ist ein kanadischer Freestyle-Skier. Er startet in der Freestyledisziplinen Slopestyle und Big Air.

## Werdegang
Gagnier nimmt seit 2009 an Wettbewerben der AFP World Tour teil. Dabei erreichte er im April 2011 mit dem dritten Platz im Big Air beim AFP World Tour Finale in Whistler seine erste Podestplatzierung. In der Saison 2011/12  kam er auf den dritten Platz bei den New Zealand Freeski Open in Cardrona und auf den zweiten Rang im Big Air beim Jon Olsson Invitational in Åre und beim AFP World Tour Finale in Whistler. Sein Weltcupdebüt hatte er im März 2012 in Mammoth. Dabei belegte er den 55. Rang im Slopestyle. In der folgenden Saison errang er im Big Air beim Frostgun Invitational in Val-d’Isère den dritten Platz. Zum Saisonende siegte er beim AFP World Tour Finale in Whistler und belegte damit den dritten Platz in der AFP World Tour Big Air Wertung. Im Januar 2014 holte er bei den Winter-X-Games in Aspen die Silbermedaille im Big Air. Im folgenden Monat errang er beim Frostgun Invitational in Val-d’Isère den zweiten Platz. Beim AFP World Tour Finale kam er auf den dritten Rang und beendete damit die Saison auf dem ersten Rang in der Big Air Wertung. In der Saison 2014/15 siegte er im Big Air beim  AFP World Tour Finale und belegte den dritten Rang beim Frostgun Invitational in Val-d’Isère und beim Air & Style in Pasadena. Im Januar 2015 erreichte er mit dem vierten Platz in Breckenridge seine bisher Platzierung im Weltcup.  Bei den Winter-X-Games 2015 in Aspen gewann er im Big Air mit 91 Punkten die Goldmedaille. Die Saison beendete er wie im Vorjahr auf dem ersten Rang in der Big Air Wertung. In der Saison 2015/16 errang er jeweils im Big Air bei den Winter-X-Games 2016 den sechsten Platz und bei den X-Games Oslo 2016 den 13. Platz. Im Februar 2016 holte er im Big Air-Wettbewerb in Boston seinen ersten Weltcupsieg.